# Yvonne Barr
Pour les articles homonymes, voir Barr.
Yvonne Barr (née en 1932 et décédée en 2016) est une virologue irlandaise. Elle est étroitement associée à un autre virologue, Michael A. Epstein, pour leur découverte en 1964 du virus d'Epstein-Barr, responsable de la mononucléose infectieuse.
Yvonne Barr est diplômée de l'université de Londres. Elle obtient son doctorat en 1966 et déménage par la suite en Australie.